# Uzbekistan na Letnich Igrzyskach Paraolimpijskich 2008
Uzbekistan na Letnich Igrzyskach Paraolimpijskich reprezentowało 2 zawodników.

## Kadra

### Podnoszenie ciężarów
- Ravil Diganshin

### Pływanie
- Farhod Sayidov